# تل جهود
تل جهود در شهرستان فراشبند، بخش دهرم، دهستان دهرم، ۸۰۰ متر مانده به روستای دهرم، به فاصله ۵۰۰ متری از جاده واقع شده و این اثر در تاریخ ۱۵ دی ۱۳۸۷ با شمارهٔ ثبت ۲۴۲۱۵ به‌عنوان یکی از آثار ملی ایران به ثبت رسیده است.